# Seven NACRA Femenino 2014
El Seven NACRA Femenino (North America Caribbean Rugby Association) de 2014 fue la décima edición del torneo femenino de rugby 7 de la confederación norteamericana.
Se disputó el 3 y 4 de diciembre en la Ciudad de México.

## Posiciones

### Grupo A
| Equipo   | Encuentros | Encuentros | Encuentros | Encuentros | Tantos  | Tantos    | Tantos     | Puntos |
| Equipo   | jugados    | ganados    | empatados  | perdidos   | a favor | en contra | diferencia | Puntos |
| -------- | ---------- | ---------- | ---------- | ---------- | ------- | --------- | ---------- | ------ |
| México   | 3          | 3          | 0          | 0          | 111     | 0         | +111       | 9      |
| Bermudas | 3          | 2          | 0          | 1          | 51      | 38        | +13        | 7      |
| Jamaica  | 3          | 1          | 0          | 2          | 29      | 52        | -23        | 5      |
| Bahamas  | 3          | 0          | 0          | 3          | 0       | 101       | -101       | 3      |

### Grupo B
| Equipo                | Encuentros | Encuentros | Encuentros | Encuentros | Tantos  | Tantos    | Tantos     | Puntos |
| Equipo                | jugados    | ganados    | empatados  | perdidos   | a favor | en contra | diferencia | Puntos |
| --------------------- | ---------- | ---------- | ---------- | ---------- | ------- | --------- | ---------- | ------ |
| Trinidad y Tobago     | 3          | 3          | 0          | 0          | 73      | 19        | +54        | 9      |
| Islas Caimán          | 3          | 2          | 0          | 1          | 82      | 26        | +56        | 7      |
| Santa Lucía           | 3          | 1          | 0          | 2          | 39      | 56        | -17        | 5      |
| Islas Turcas y Caicos | 3          | 0          | 0          | 3          | 0       | 94        | -94        | 3      |

#### Copa de oro
|  | Cuartos de final      | Cuartos de final      | Cuartos de final  |                   |                   | Semifinales       | Semifinales | Semifinales |              |              | Copa         | Copa         | Copa |  |
|  |                       |                       |                   |                   |                   |                   |             |             |              |              |              |              |      |  |
|  |                       |                       |                   |                   |                   |                   |             |             |              |              |              |              |      |  |
|  | México                | México                | 43                |                   |                   |                   |             |             |              |              |              |              |      |  |
|  | México                | México                | 43                |                   |                   |                   |             |             |              |              |              |              |      |  |
|  | Islas Turcas y Caicos | Islas Turcas y Caicos | 0                 |                   |                   |                   |             |             |              |              |              |              |      |  |
|  | Islas Turcas y Caicos | Islas Turcas y Caicos | 0                 |                   | México            | México            | 31          |             |              |              |              |              |      |  |
|  |                       |                       |                   |                   | México            | México            | 31          |             |              |              |              |              |      |  |
|  |                       |                       | Bermudas          | Bermudas          | 0                 |                   |             |             |              |              |              |              |      |  |
|  | Bermudas              | Bermudas              | Bermudas          | Bermudas          | 0                 | 12                |             |             |              |              |              |              |      |  |
|  | Bermudas              | Bermudas              |                   |                   |                   |                   |             |             |              |              |              |              |      |  |
|  | Santa Lucía           | Santa Lucía           | 5                 |                   |                   |                   |             |             |              |              |              |              |      |  |
|  | Santa Lucía           | Santa Lucía           | 5                 |                   |                   |                   |             |             |              | México       | México       | 40           |      |  |
|  |                       |                       |                   |                   |                   |                   |             |             |              | México       | México       | 40           |      |  |
|  |                       |                       | Trinidad y Tobago | Trinidad y Tobago | 5                 |                   |             |             |              |              |              |              |      |  |
|  | Trinidad y Tobago     | Trinidad y Tobago     | Trinidad y Tobago | Trinidad y Tobago | 5                 | 19                |             |             |              |              |              |              |      |  |
|  | Trinidad y Tobago     | Trinidad y Tobago     |                   |                   |                   |                   |             |             |              |              |              |              |      |  |
|  | Bahamas               | Bahamas               | 5                 |                   |                   |                   |             |             |              |              |              |              |      |  |
|  | Bahamas               | Bahamas               | 5                 |                   | Trinidad y Tobago | Trinidad y Tobago | 20          |             |              | Tercer lugar | Tercer lugar | Tercer lugar |      |  |
|  |                       |                       |                   |                   | Trinidad y Tobago | Trinidad y Tobago | 20          |             |              | Tercer lugar | Tercer lugar | Tercer lugar |      |  |
|  |                       |                       | Islas Caimán      | Islas Caimán      | 5                 |                   |             |             |              |              |              |              |      |  |
|  | Islas Caimán          | Islas Caimán          | Islas Caimán      | Islas Caimán      | 5                 | 15                |             |             | Islas Caimán | Islas Caimán | 17           |              |      |  |
|  | Islas Caimán          | Islas Caimán          |                   |                   |                   |                   |             |             | Islas Caimán | Islas Caimán | 17           |              |      |  |
|  | Jamaica               | Jamaica               | 12                |                   |                   |                   |             |             |              |              | Bermudas     | Bermudas     | 14   |  |
|  | Jamaica               | Jamaica               | 12                |                   |                   |                   |             |             |              |              | Bermudas     | Bermudas     | 14   |  |
|  |                       |                       |                   |                   |                   |                   |             |             |              |              |              |              |      |  |

| Bandera de México |
| Campeón México    |
| 1.er título       |